# Jüdischer Friedhof (Könen)

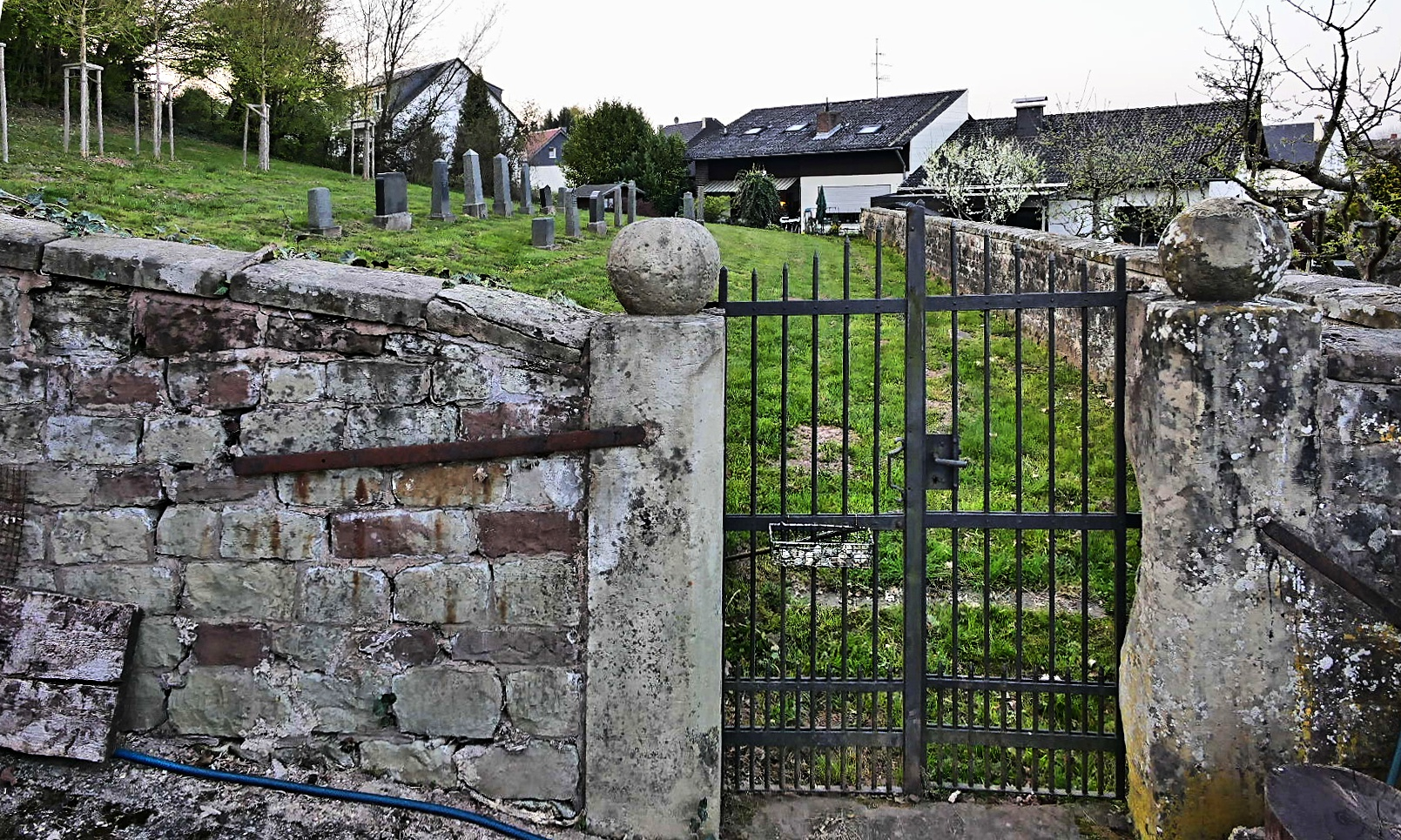
Eingangspforte und Friedhofsgelände

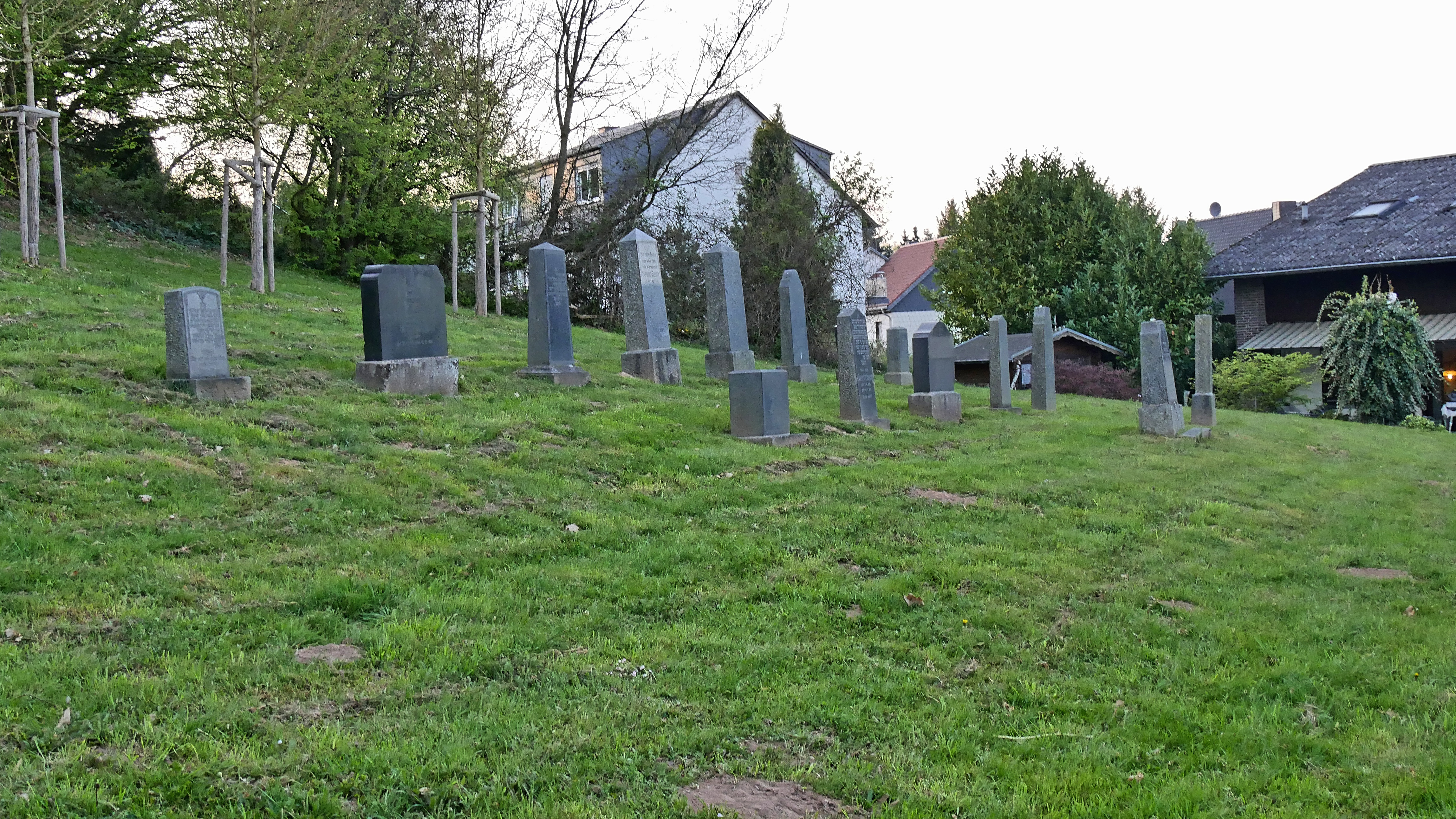
Friedhofsgelände mit wiedererrichteten Grabsteinen

Der Jüdische Friedhof in Könen, einem Stadtteil von Konz an der Mosel im Landkreis Trier-Saarburg in Rheinland-Pfalz, wurde Mitte des 19. Jahrhunderts angelegt. Der jüdische Friedhof, der sich oberhalb der Reiniger Straße Nr. 5 befindet, ist ein geschütztes Kulturdenkmal.
Bis zur Anlegung des Friedhofs wurden die Toten der Jüdischen Gemeinde Könen auf dem Jüdischen Friedhof in Freudenburg bestattet.  
Der Friedhof wurde von 1855 bis 1935 belegt. In der kleinen umfriedeten Anlage sind noch 15 Grabsteine aus dem ersten Drittel des 20. Jahrhunderts erhalten. 
In der Zeit des Nationalsozialismus wurde der Friedhof vermutlich teilweise abgeräumt. Die heute noch vorhandenen Grabsteine überlebten im Hühnerstall des Nachbarhauses.